# Маркевич Григорій Іпатійович
Маркевич Григорій Іпатійович (24 грудня 1849 — 15 квітня 1923) — український літератор і фольклорист, книговидавець, культурно-освітній і громадський діяч у Полтаві.

## Життєпис
Маркевич Григорій Іпатійович народився у 1849 році у селі Вороньках Лохвицького повіту (тепер Чорнухинський район). Навчався в ‎Полтавській духовній семінарії. Закінчивши в 1871 р. Київську духовну академію, працював у Катеринославській семінарії.
У ті часи мешкав на Соборній площі в своєму маєтку. Часто спілкувався з Олександром Полем, який мешкав поруч, та активно листувався з Дмитром Яворницьким. Саме останній свого часу знімав одну з кімнат його садиби, поки у 1904 році Маркевич не продав історикові Запорожжя за 300 крб. невеличку ділянку. У 1905 році Яворницький збудував свій будинок, який наразі є меморіальним будинком-музеєм Яворницького.
Переїхавши до Полтави, Маркевич учителював, був інспектором музики в Полтавському інституті шляхетних дівчат, займався культурно-освітньою роботою. Саме він започаткував у Полтаві український музично-драматичний гурток, яким керував у 1911–1918, щорічні шевченківські вечори.
У середині 900-х років у Полтаві засновано гурток українських культурно-громадських діячів, до складу якого разом з Г. Маркевичем входили В. П. Горленко, Л. В. Падалка, В. І. Василенко, М. А. Дмитрієв та інші відомі люди Полтави. Григорій Іпатійович Маркевич входив і до складу Українського клубу, який започаткувався 1913. Серед його активних членів були відомі представники місцевої інтелігенції В. Андрієвський, Є. Сіяльський, Павло Чижевський, Вадим Щербаківський.
Г. Маркевич дружив із Панасом Мирним та Миколою Лисенком. Відомо понад 40 листів М. В. Лисенка до Г. І. Маркевича. в яких митці обговорювали свої творчі плани, ділилися враженнями від вистав, концертів тощо. В Інституті рукописів Інституту літератури Національної академії наук України зберігаються архівні документи Г. Маркевича за період із 1867 по 1918 рр. Це зошити з літературними записами, виписками Григорія Іпатійовича, його листи до Н. В. Кропивницької, П. Я. Стебницького та до нього вже згаданого М. В. Лисенка, Олени Пчілки, Панаса Мирного, Гулака-Артемовського, Я. П. Забіли, П. К. Саксаганського, К. Стеценка, О. Кошиця, П. Житецького, А. Ф. Кащенка, Ореста Левицького. Всього 259 листів від 31 адресата, що свідчить про велику різнобічність його інтересів і співпрацю з тогочасними видатними діячами культури, вченими.
Григорій Маркевич писав вірші, розвідки з історії краю, статті. Знавець українського фольклору. Наприкінці життя Григорій Іпатійович був у Полтаві серед організаторів капели бандуристів.
Помер Маркевич 15 квітня 1923 року в місті Полтаві, де й похований.

## Видавнича діяльність
Г. Маркевич був перший видавець часопису «Рідний край» (1905–1907) та входив до його редколегії разом з Панасом Мирним, Григорієм Коваленком, Миколою Дмитрієвим та іншими. У виданні друкувалася славна плеяда літераторів і науковців: Леся Українка, Олена Пчілка, Панас Мирний, Опанас Сластьон, І. Нечуй-Левицький, П. Капельгородський та інші.
Протягом 1905–1918 рр. очолював власну друкарню «Книгарня Г. І. Маркевича», де випустив книжки: «Рідна мова» О. Базилевича, «Коротка граматика української мови» П. Залозного, «Арифметика» О. Степовика, твори І. П. Котляревського, Лесі Українки, М. Л. Кропивницького, А. Ф. Кащенка, Панаса Мирного, І. Тобілевича та ін. Особлива увага надавалася творам Т. Г. Шевченка. З ініціативи книговидавця у Полтаві видрукувано «Кобзар» в 1917 р., та окремі твори: «Іржавець», «Великий льох», «Назар Стодоля». Деякі поезії вміщувалися на концертних програмах шевченківських вечорів. Г. І. Маркевич перший у 1909 р. надрукував ноти до «Заповіту» Кобзаря. Весь прибуток з цього видання мав піти до фонду пам'ятника Т. Г. Шевченку в Києві. Багато зусиль доклав культурний діяч і до спорудження пам'ятника І. П. Котляревському в Полтаві (1903).
Також тут видавалися дитячі книжки, ноти, афіші вистав і вечорів Полтавського музично-драматичного гуртка, художні листівки з зображенням письменників та гетьманів України, «Альбом пам'ятників і краєвидів Полтави».
У 1906 Г. І. Маркевич, Панас Мирний, М. Дмитрієв та Г. Шерстюк заснували перше в Україні видавництво педагогічної літератури «Український учитель» з метою ширити знання «поміж людьми, розбуджуючи у їх любов до рідної мови і засіваючи поміж ними хоч невеличкі зерна того добра, що надає людям всесвітній досвід — наука».

## Вшанування пам'яті
У місті Полтава є вулиця Григорія Маркевича.
У місті Дніпро вулицю Обручева перейменували на вулицю Григорія Маркевича.

## Бібліографічні джерела
- Лисенко М. В. Листи. — К. : Музична Україна, 2004. — 680 с.
- Маркевича Г. І. книгарня // Полтавщина: Енциклопедичний довідник. — К. : УЕ ім. Миколи Бажана, 1992. — С. 515–516.
- Олійник І. Наші славні земляки // Нова праця. — 1976. −10 серпня.
- Путівник по фондах відділу рукописів Інституту літератури. — К.: Спад- щина, 1999. — С. 203–204.
- Ротач П. П. Григорій Маркевич // Ротач П. П. Дух минувшини. — Полта- ва: Археологія, 1999. — С. 32-33.
- «Український учитель» // Полтавщина: Енциклопедичний довідник. — К. : УЕ ім. Миколи Бажана, 1992. — С. 924.
- Черкаський В. М. Панас Мирний: Біографія. — К.: Наукова думка, 1978.- 391 с.